# مارشال لورانس
مارشال لورانس هو عازف قيثارة كندي، ولد في 1956 في فلين فلون في كندا.